# Plutarchia indefensa
Plutarchia indefensa är en stekelart som först beskrevs av Walker 1860.  Plutarchia indefensa ingår i släktet Plutarchia och familjen kragglanssteklar. Inga underarter finns listade i Catalogue of Life.